# Hermann Dannenberg
Friedrich Emil Hermann Dannenberg (* 4. Juli 1824 in Berlin; † 14. Juni 1905 in Obersalzbrunn) war ein deutscher Numismatiker.

## Leben
Hermann Dannenbergs Vater war der Kaufmann August Wilhelm Friedrich Dannenberg, geboren 1793 als Sohn des Bäckers Carl Ludwig Dannenberg und verstorben 1876/1880, und Hermanns Mutter war Auguste Pauline Emilie (geboren 1804 als Tochter des Bäckers Johann Friedrich Dannenberg).
Hauptberuflich schlug Dannenberg eine juristische Karriere ein: So wurde er 1852 Gerichtsassessor, sieben Jahre darauf als Richter am Stadtgericht Berlin eingesetzt, vier Jahre später, also 1863, zum Stadtgerichtsrat berufen und 1879 zum Landgerichtsrat befördert.
Er fing schon früh an, Münzen zu sammeln, und bald kam er zur wissenschaftlichen Betrachtung der Münzgeschichte. Durch Münzfunde hat er die mittelalterliche Numismatik gewandelt und verfasste ein Werk, das noch heute als Standard für deutsche Münzen aus dem 10./11. Jahrhundert gilt.
Mit einem anderen Kenner der Mittelalternumismatik, Julius Menadier, geriet er in einen mit persönlicher Schärfe geführten Streit über Münzherr und Prägeort der sogenannten Otto-Adelheid-Pfennige. Die Streitfrage ist im Artikel Sachsenpfennig–Otto-Adelheid-Pfennig erläutert.
1860 heiratete er in Berlin Sophie Maria Mathilde Fischer, die 1839 als Tochter des Lehrers Georg Friedrich Fischer geboren wurde, und bekam mit ihr zwei Söhne, von denen Arthur Dannenberg als Geologieprofessor an der Universität Aachen Bekanntheit erlangte.
Dannenberg hatte der Allgemeinen Deutschen Biographie vier Artikel beigesteuert, zwei davon über Juristen, die anderen zwei über Numismatiker.
Hermann Dannenberg starb, fast 81 Jahre alt, am  14. Juni 1905 in Obersalzbrunn. Beigesetzt wurde er auf dem Berliner Friedhof III der Jerusalems- und Neuen Kirche vor dem Halleschen Tor. Das Grab ist nicht erhalten.

## Ehrungen

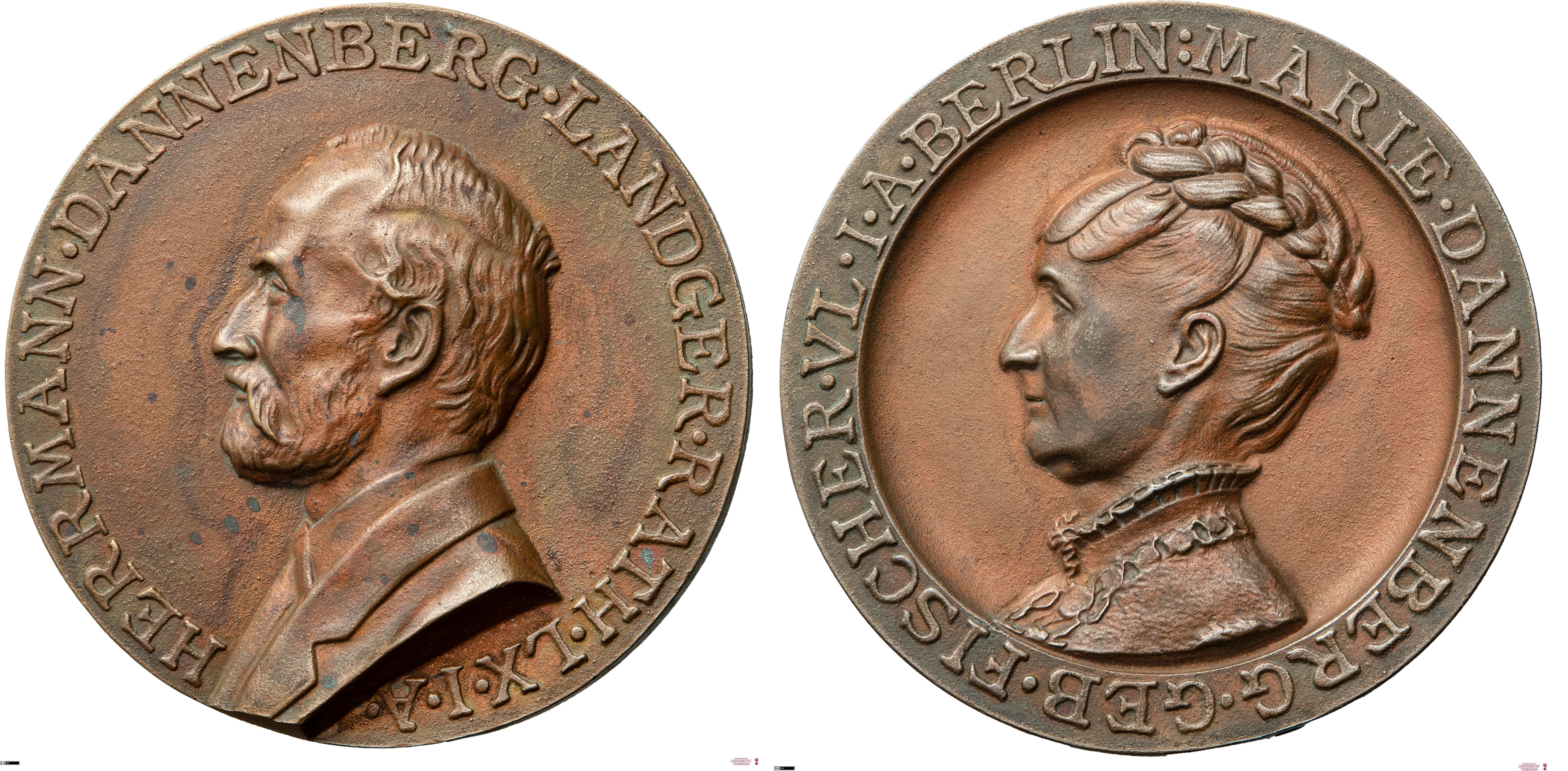
Medaille Hermann und Marie Dannenberg 1884

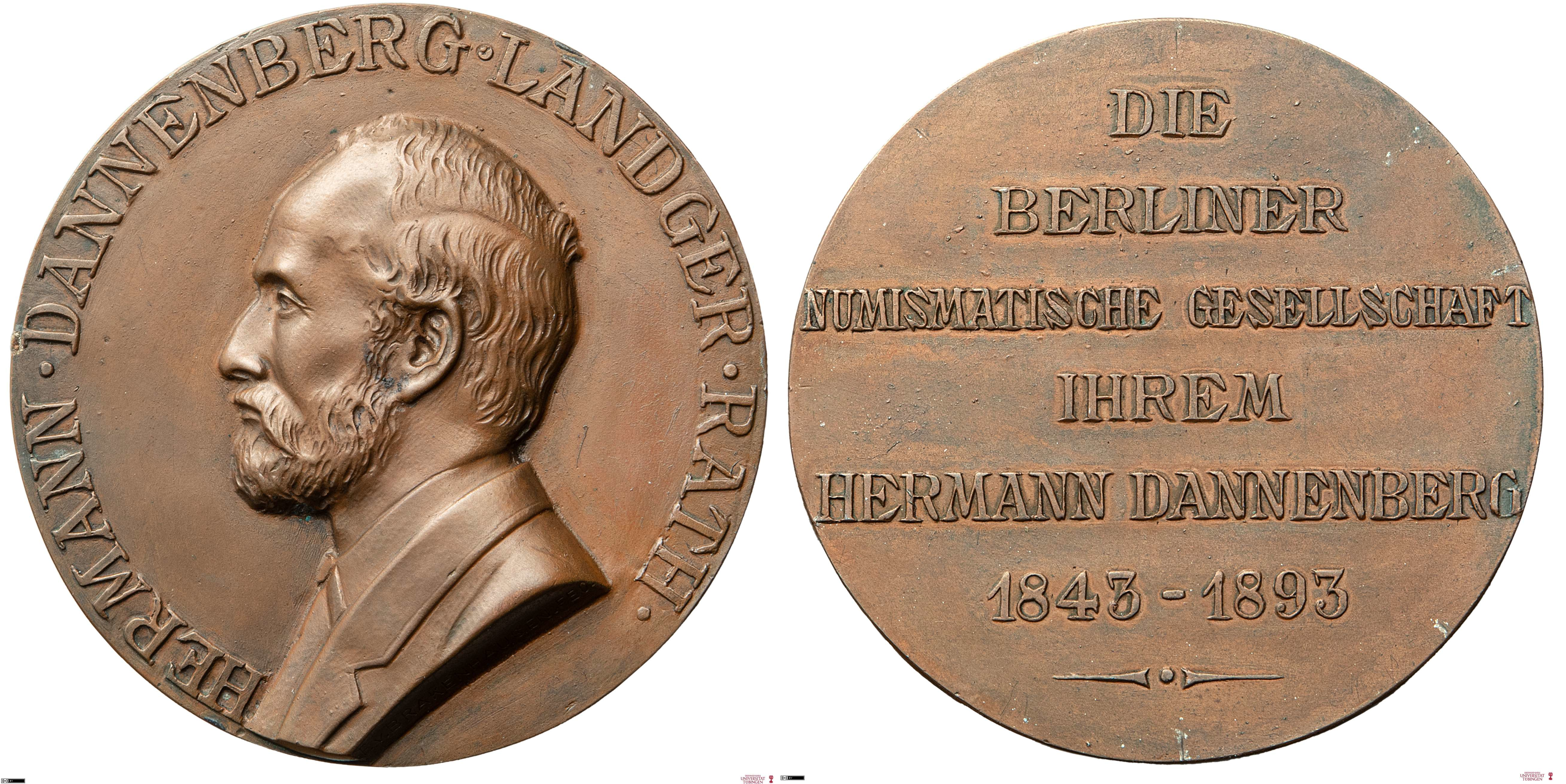
Medaille Hermann Dannenberg 1893

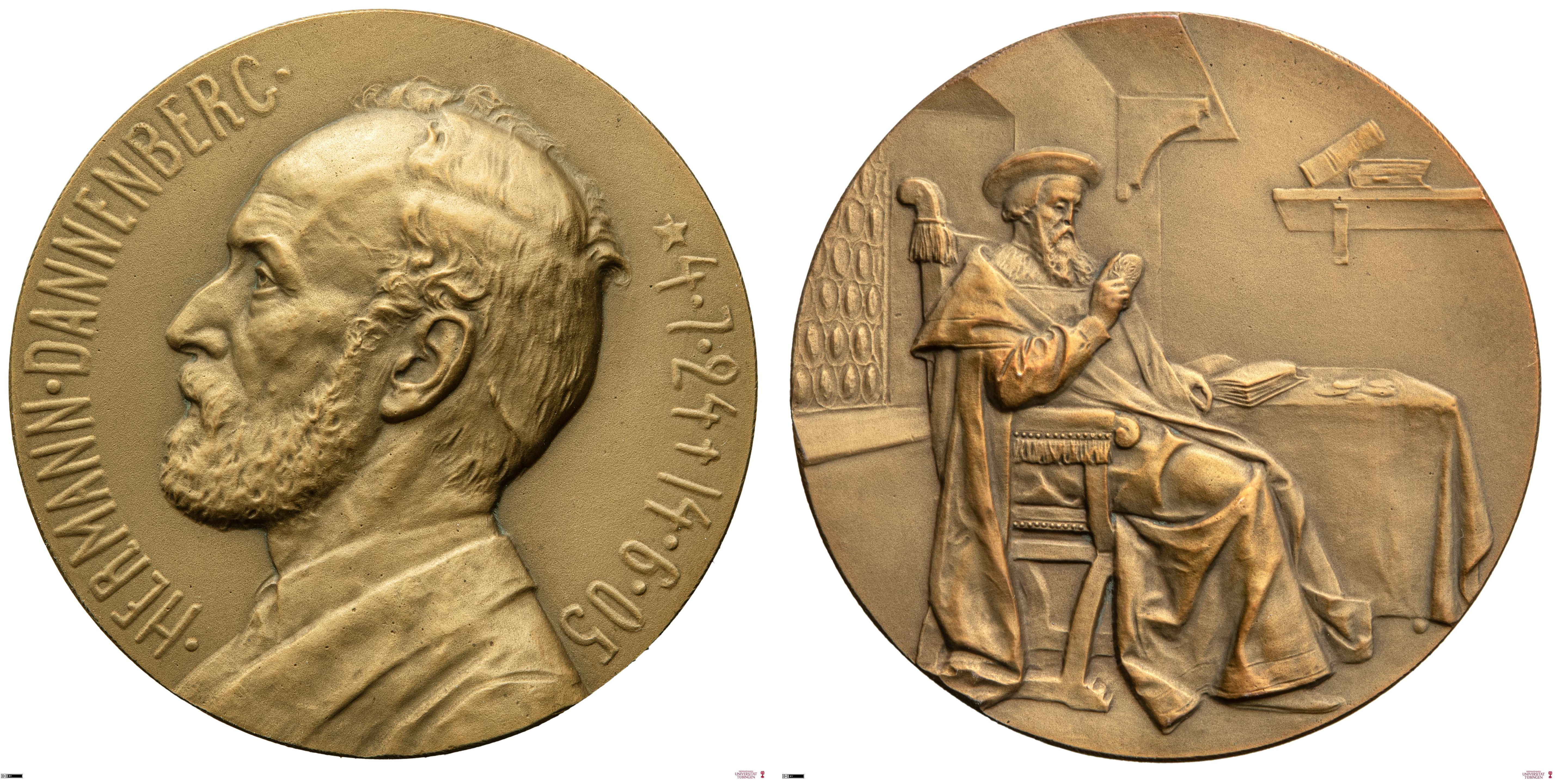
Medaille Hermann Dannenberg 1905

Es existieren drei Medaillen zu Ehren Hermann Dannenbergs. Die erste, geprägt 1884, zeigt Dannenberg auf dem Avers und seine Frau Marie Dannenberg auf dem Revers. Anlass für die Prägung war wahrscheinlich der gemeinsame runde Geburtstag – Hermann Dannenberg wurde 60, Marie 45, wie die umlaufenden Legenden es nennen. Der Medailleur war Ferdinand von Brakenhausen.
Dieser kreierte auch die zweite Medaille. Die Vorderseite ähnelt dem ersten Exemplar stark, es handelt sich jedoch nicht um denselben Stempel. Den Anlass dieser Medaille offenbart die Rückseite: Sie ehrt Dannenberg für seine 50-jährige Mitgliedschaft in der Numismatische Gesellschaft zu Berlin, die zugleich ihr 50-jähriges Jubiläum feiern durfte. Dannenberg gehörte zusammen mit General Wilhelm Fürst von Radziwill, dem Kammerherrn Adolf von Rauch und dem späteren Direktor an der St. Petersburger Eremitage Bernhard von Koehne zu den Gründern der seit 1843 bestehenden Gesellschaft. Nach dessen Tod 1877 trat Dannenberg die Nachfolge Rauchs als Vorsitzer der Numismatischen Gesellschaft an, um schließlich 1893 ihr langjähriger Vorsitzender auszuscheiden. Insofern ist von einem potentiellen dreifachen Anlass für die Medaille auszugehen.
Bei der letzten Medaille, die 1905 nach seinem Tod geprägt wurde, handelt es sich um eine sehr wahrscheinlich für den kommerziellen Markt produzierte Gedächtnismedaille. Hergestellt wurde sie vom Medailleur Albert Moritz Wolff bei der Firma A. Werner & Söhne. Die Rückseite ist als Anspielung auf Dannenbergs Arbeit als Numismatiker, der als Experte für die Epoche des Mittelalters galt, zu verstehen.

## Schriften
- Pommerns Münzen im Mittelalter, 1864 Digitalisat (aktualisierte Ausgabe 1893, siehe unten)
- Die deutschen Münzen der sächsischen und fränkischen Kaiserzeit. 4 Bände. Weidmann, Berlin 1876–1905, (Digitalisate: Band 1. Text, Band 1. Tafeln, Band 2, Band 3, Band 4).
- Grundzüge der Münzkunde (= Webers illustrierte Katechismen. 131, ZDB-ID 570761-4). Weber, Leipzig 1891. Digitalisat der 2. Auflage 1899
- Münzgeschichte Pommerns im Mittelalter. Weyl, Berlin 1893, (Digitalisat; Nachdruck: Zentralantiquariat der DDR, Leipzig 1976).
- Münzgeschichte Pommerns im Mittelalter. Nachtrag. Weyl, Berlin 1896, (Digitalisat; Nachdruck: Zentralantiquariat der DDR, Leipzig 1976).
- Die Münzen der deutschen Schweiz zur Zeit der sächsischen und fränkischen Kaiser. In: Revue Suisse de Numismatique. Bd. 11, 1901, S. 337–423, (Auch als Sonderdruck: Jarrys, Genf 1903. Unveränderter Nachdruck: Siemer, Hamburg 1978, ISBN 3-921683-11-4).
- Die Münzen der deutschen Schweiz zur Zeit der sächsischen und fränkischen Kaiser. Nachtrag 1. In: Revue Suisse de Numismatique. Bd. 12, 1904, S. 5–9.